# Grenadier Guards

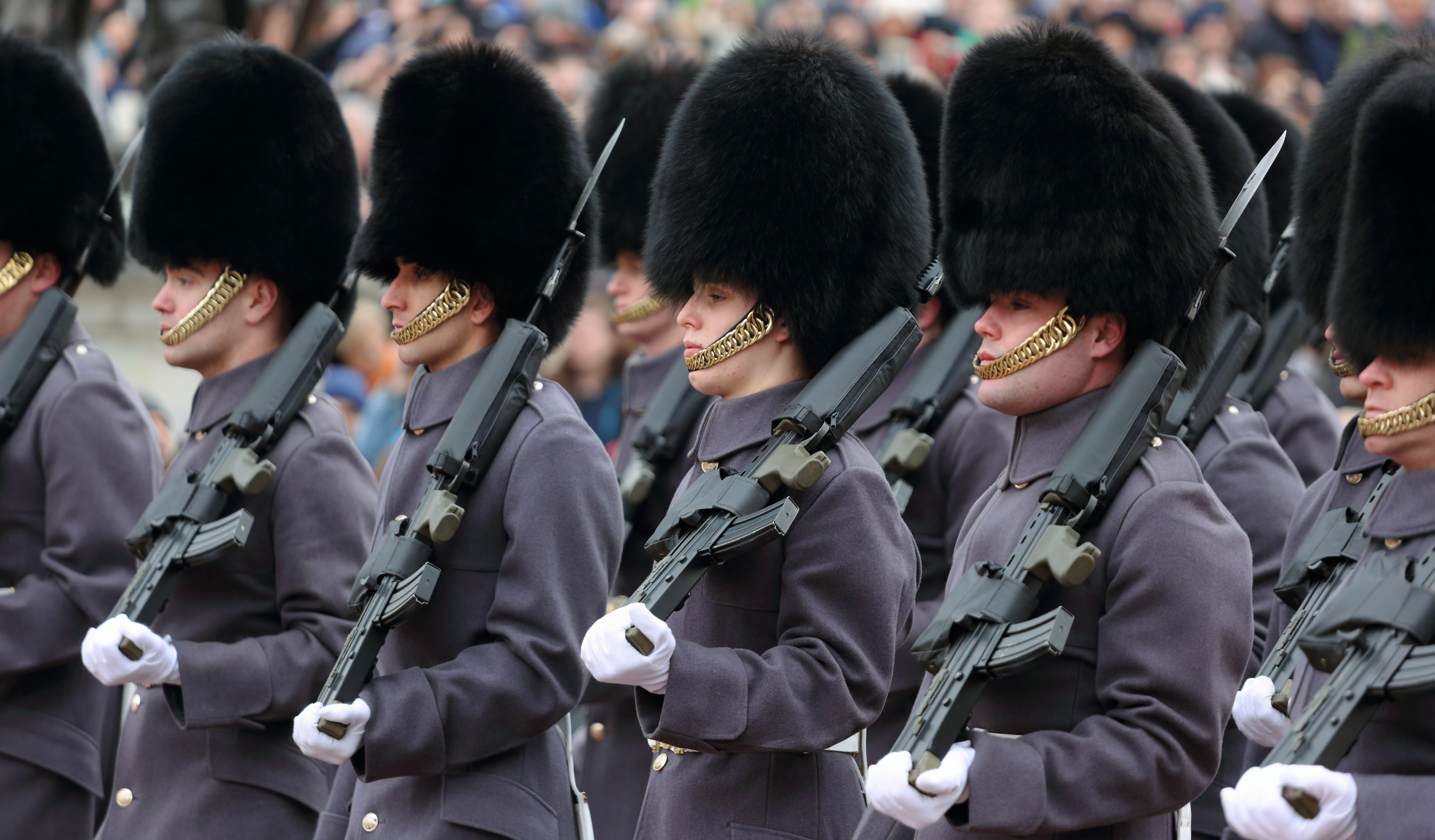
Granadeiros britânicos.

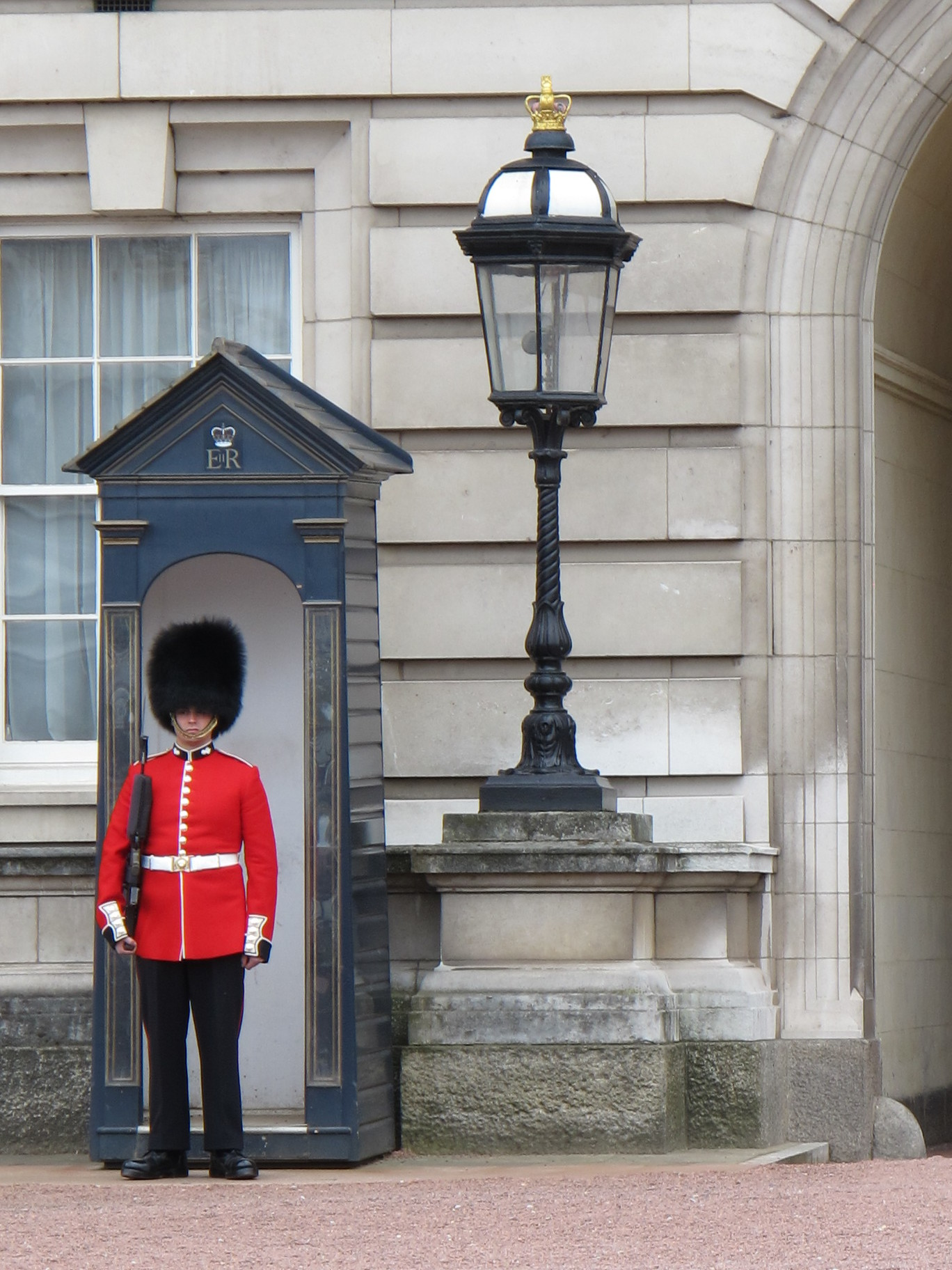
Um grenadier fazendo proteção no Palácio de Buckingham, em Londres.

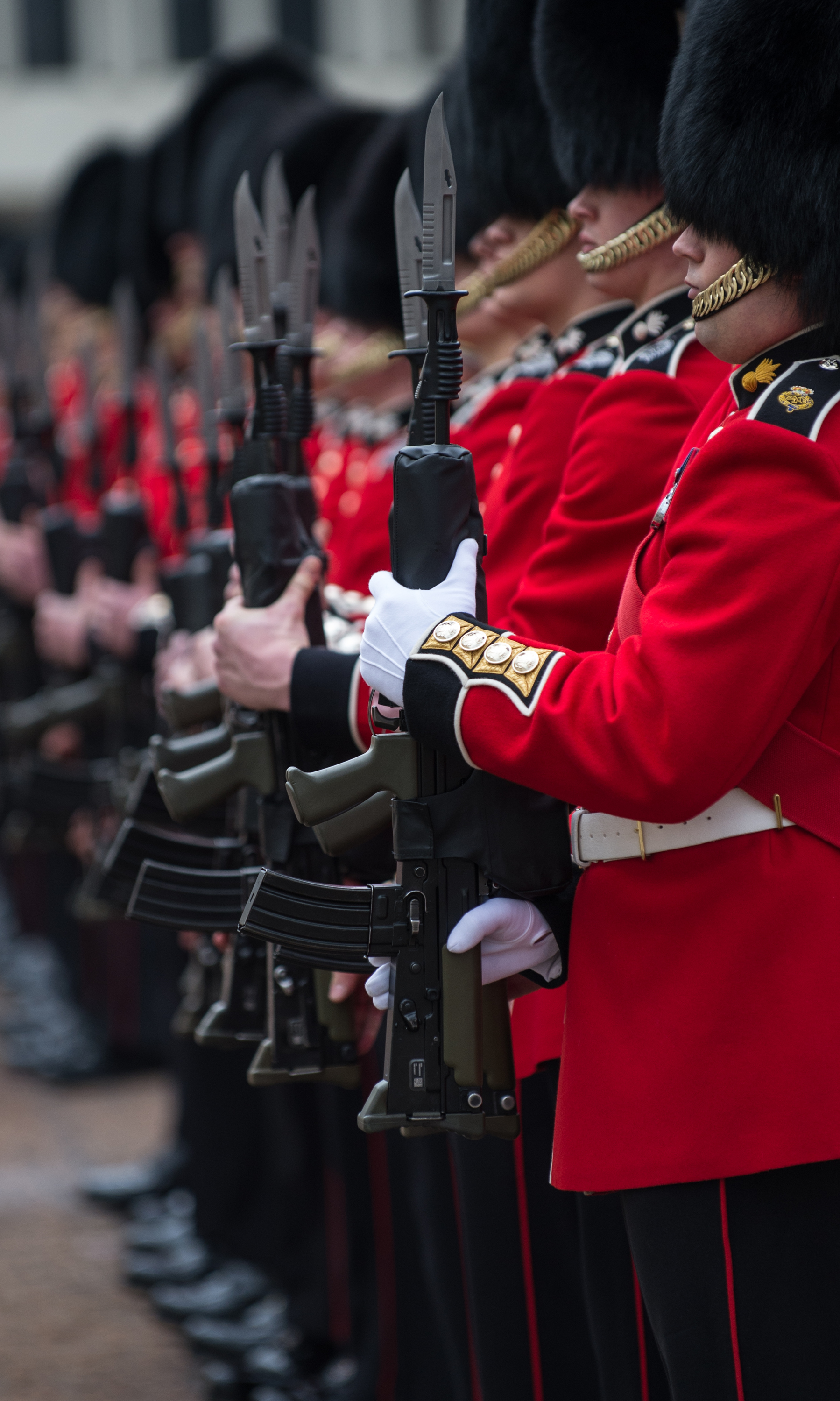

Os Grenadier Guards são tropas de infantaria de elite do Exército britânico, integrantes da Household Division.

## História
Remontam ao período de exílio de Carlos II de Inglaterra no Continente, expulso pelo New Model Army de Oliver Cromwell, quando aquele soberano constituiu um regimento de infantaria com os homens que o acompanharam: o "The Royal Regiment of Guards".
Quando Carlos II reassumiu o trono em 1660, o "Guards" permaneceu em Flandres por quatro anos ainda. Nesse meio tempo, organizou-se um outro regimento na Inglaterra com o mesmo nome. Em 1664 ambos os regimentos foram unificados sob o nome de "King's Regiment of Foot Guards".
Após a batalha de Waterloo (1815), na qual derrotaram os Dragões da Guarda Imperial francesa, passou a ser chamado de "First of Grenadier Regiment of Guards" ou simplesmente "Grenadier Guards", como o conhecemos hoje. Por terem tido papel de destaque naquela batalha, na derrota dos "Grenadiers" franceses, passaram a usar por direito o gorro de pele de urso que pertencia ao uniforme dos vencidos, e que mais tarde, em 1832, foi adotado por todas as guardas inglesas.
O príncipe Filipe foi coronel dos Grenadier Guards de 1975 até 2017, quando o príncipe André o sucedeu.